# Dalea mollissima
Dalea mollissima là một loài thực vật có hoa trong họ Đậu. Loài này được (Rydb.) Munz miêu tả khoa học đầu tiên.

## Hình ảnh

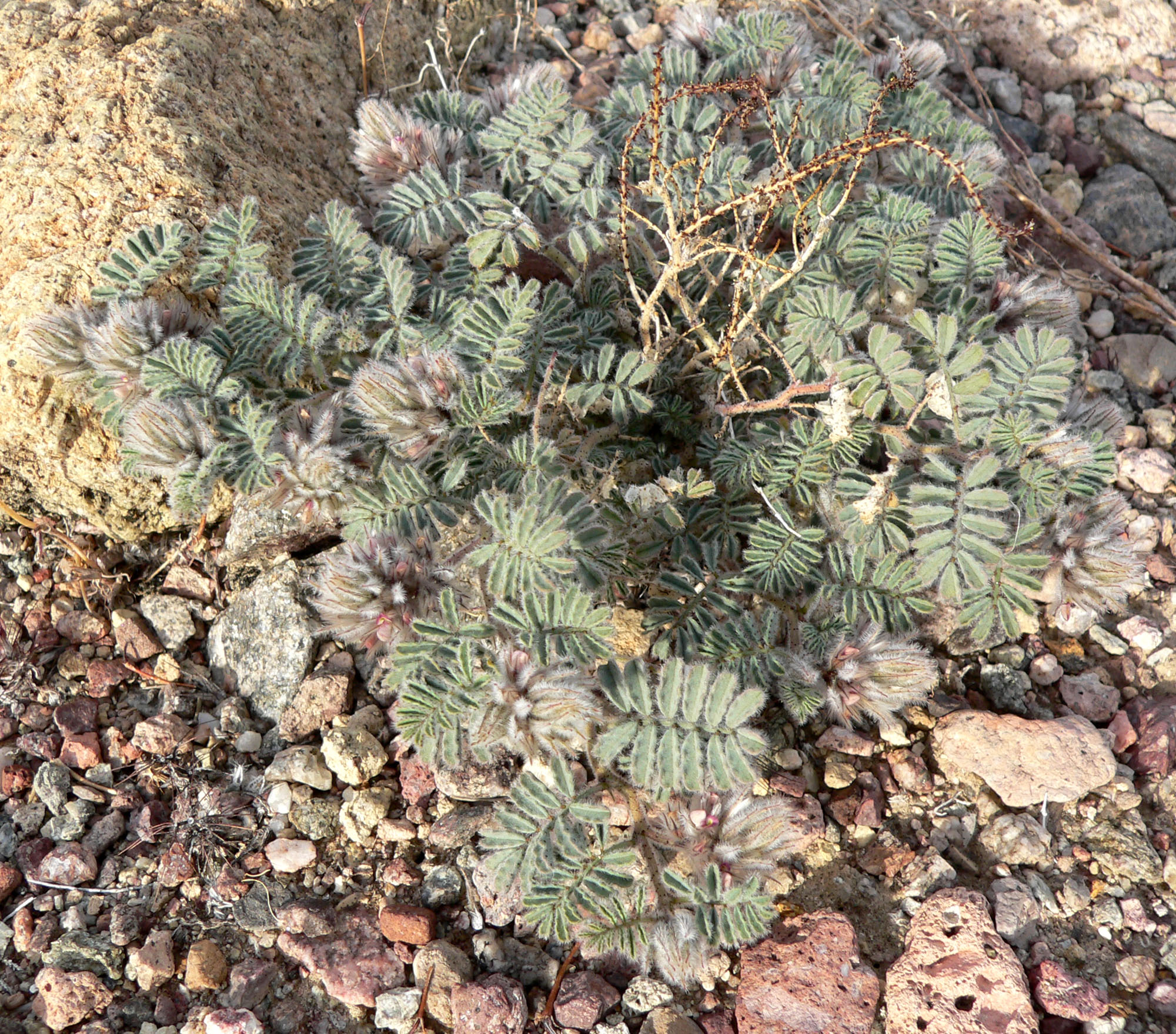
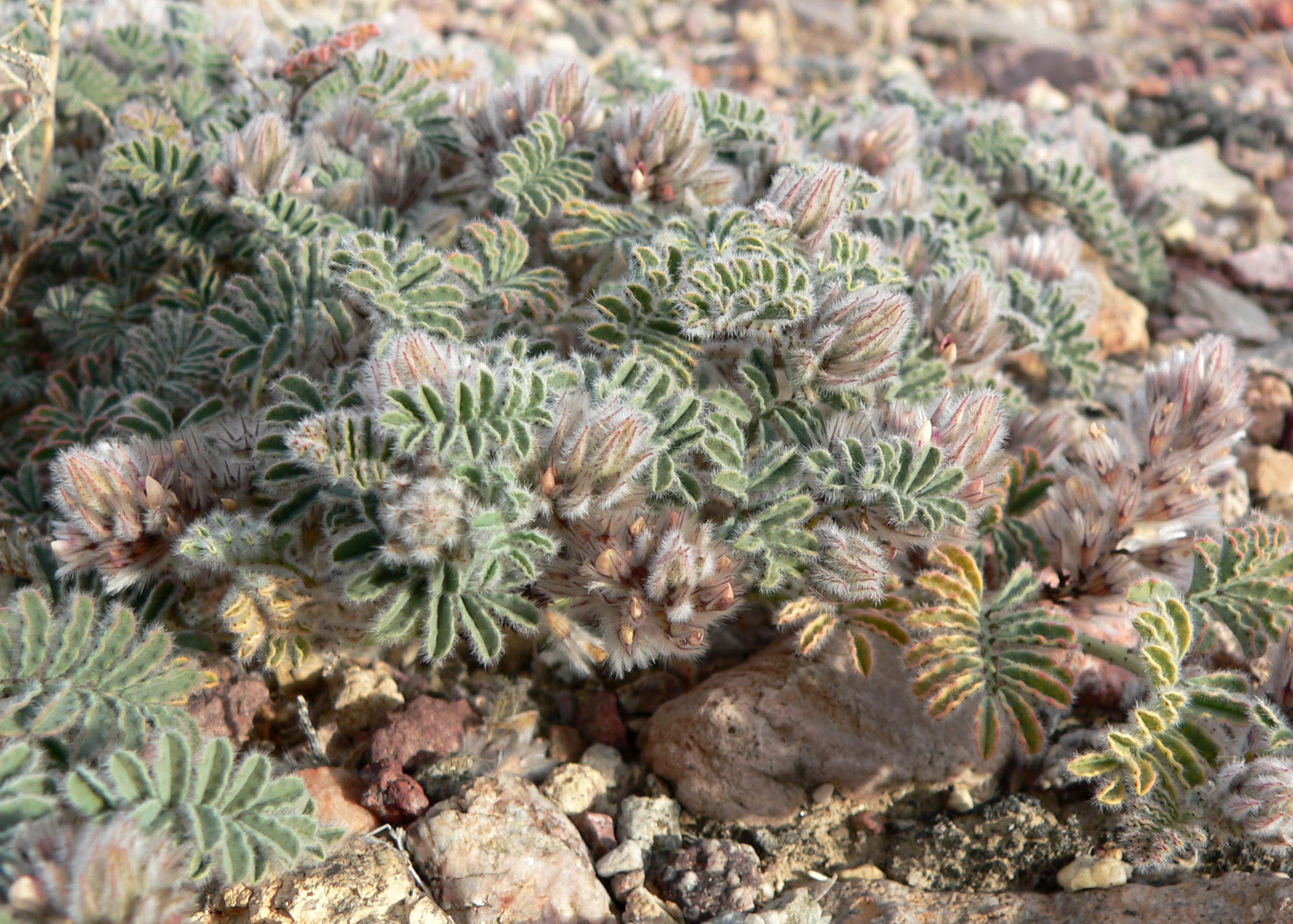
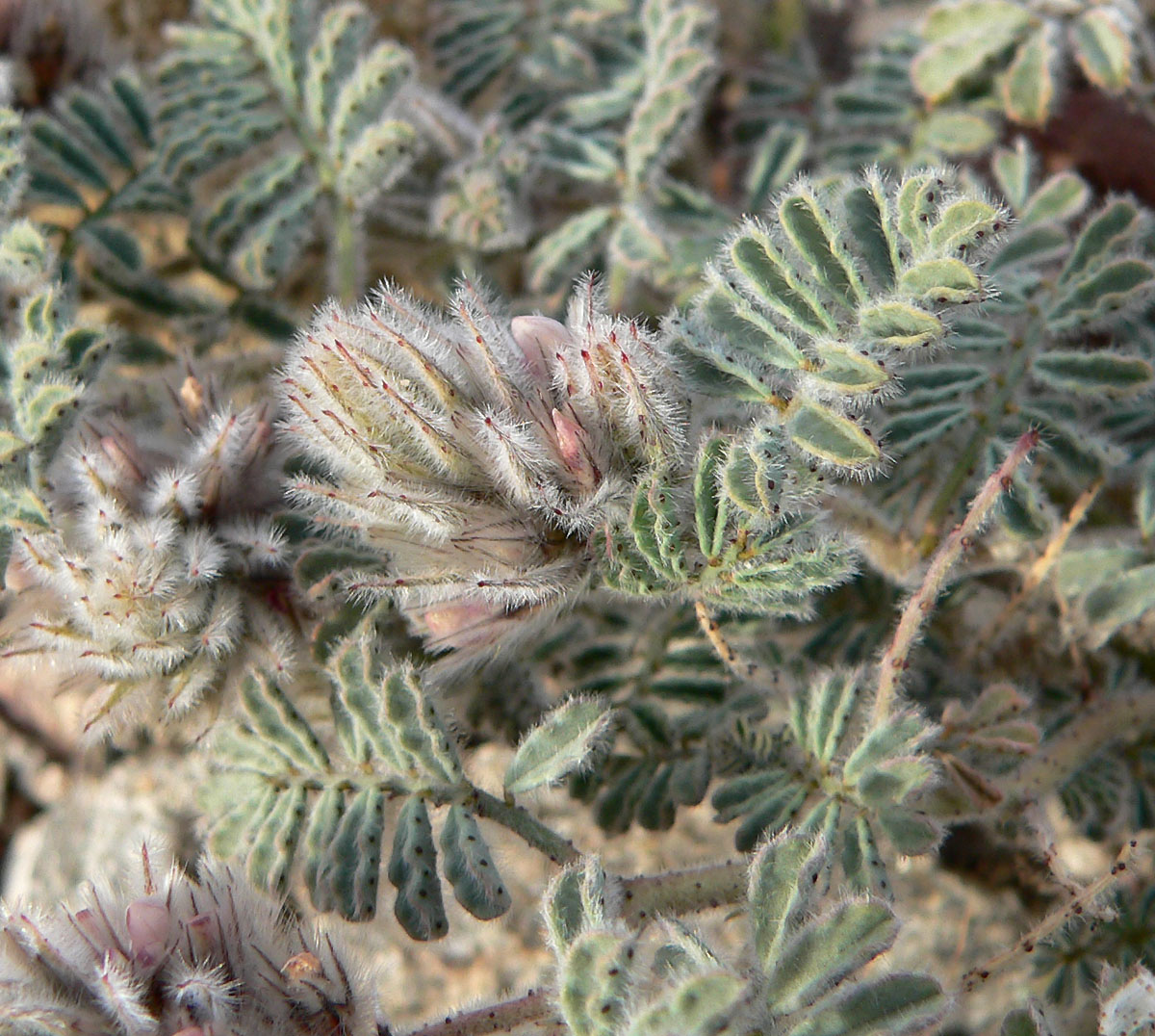
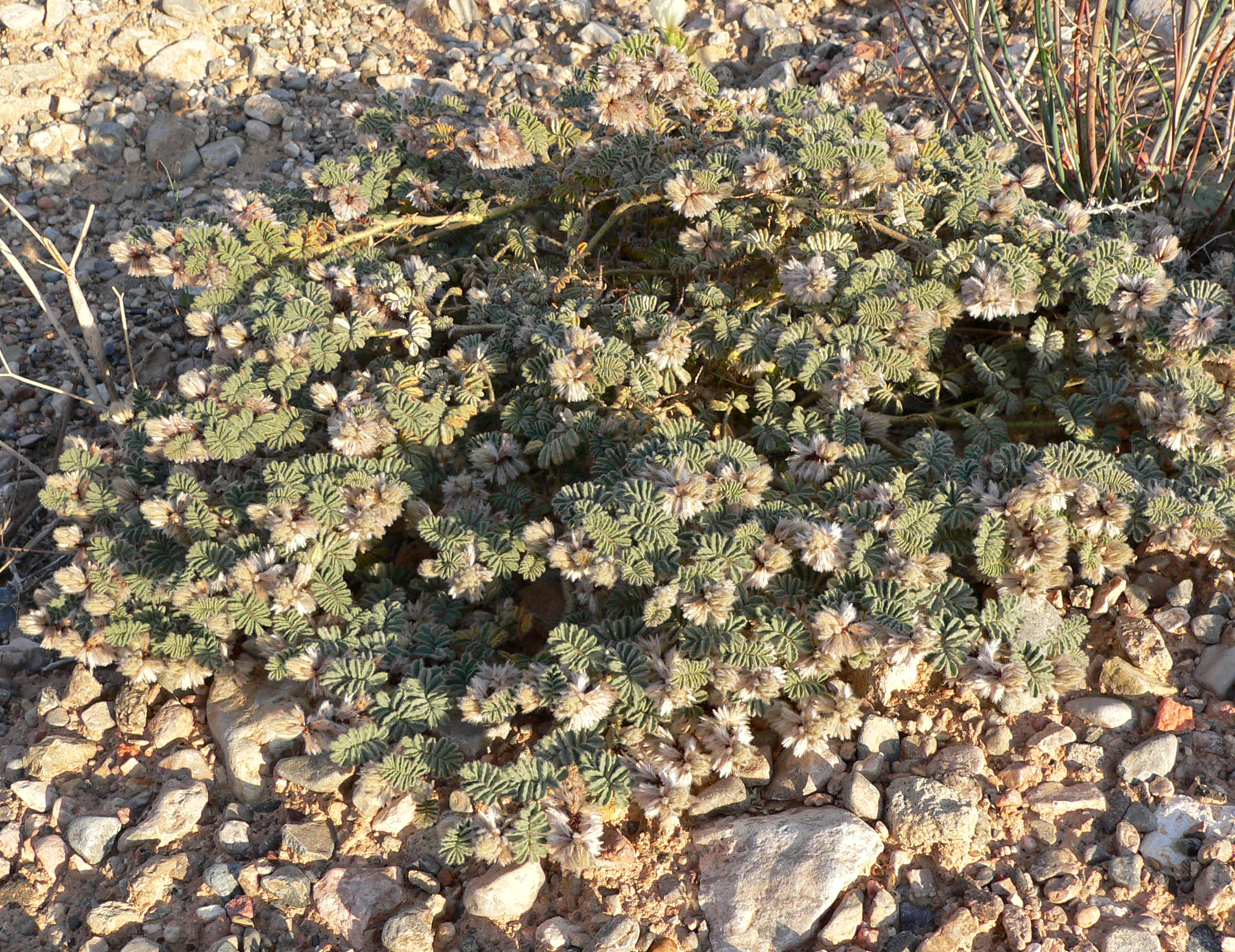